# Vincenzo Saverio Veneziano
(Vincenzo Veneziano, da un culto radiotrasmesso su Luca 16, 19-31, 29 aprile 1945)
Vincenzo Saverio Veneziano (Cersosimo, 22 giugno 1904 – Monte Porzio Catone, 29 luglio 2000) è stato un pastore protestante e teologo italiano.

## Biografia
Visse con intensità in prima persona le vicende del movimento battista italiano negli anni cruciali prebellici e postbellici, conferendo all'intero suo ministero pastorale una spinta missionaria su cui si innervava una predicazione tesa alla ricerca di una coerente traduzione sul piano dei rapporti umani e sociali sia all'interno della vita delle comunità in cui lavorò sia all'esterno di esse.
Ultimati gli studi di ragioneria, maturata in loco (fin da giovanissimo) una esperienza di predicatore laico, ricevuto il battesimo somministrato dal pastore Asprino Ricci (intellettuale antifascista), decide di intraprendere il ministero pastorale –in questo incoraggiato dal pastore Liutprando Saccomani (che conobbe il confino).
Iscrittosi alla Scuola teologica battista di Roma, si diploma nell'anno accademico 1927-1928 con il professor Augusto Mario Rossi, già esponente di punta del Modernismo, studioso di Lutero notissimo il suo Lutero e Roma. La fatale scintilla 1923 e collaboratore di Giuseppe Gangale, filosofo neocalvinista e neohegeliano, direttore del settimanale della Missione battista in Italia, «Conscientia» (1922-1927), tra i firmatari del Manifesto antifascista di Benedetto Croce e legato a Piero Gobetti nella sua battaglia culturale e politica.

## L'impegno pastorale civile ecclesiastico
Questi tre aspetti nel suo ministero (svolto in moltissime comunità dal 1928 all'emeritazione nel 1971: Campania, Puglia, Basilicata, Lazio [ultima sede, Roma-Monti via Urbana], in due periodi: 1949-1953, 1958-1971) vanno a fondersi in un solo momento unitario, in un intreccio che non conosce frammentazioni e che è percorso da una rigorosa separazione di Stato e Chiesa. Secondo lui, infatti, quando la questione religiosa viene considerata una faccenda personale di ogni individuo e quando a ogni uomo viene riconosciuto il diritto di rendere culto al proprio Dio, secondo i riti e i sacramenti più confacenti alla propria mentalità e, quindi, soddisfacenti le sue esigenze spirituali, allora cadranno tutti i motivi di attrito fra Chiesa e Stato e non si porranno problemi di dipendenza o di interferenza, dal momento che non si avranno patti da stipulare, benefici economici e finanziari da esigere, aiuti da sollecitare – cioè, in una parola, privilegi.
Il frangente storico nel quale egli opera non è tra i più facili: fascismo, seconda guerra mondiale, dopoguerra. Ciò significava, per tutti gli italiani, chiedersi come risolvere il problema del pane quotidiano; per gli evangelici a questo si aggiungeva il problema di come poter testimoniare la loro presenza senza essere messi a tacere. In seno alla Chiesa battista ricopre diversi incarichi istituzionali di rilievo, fra cui si possono ricordare, in particolare, quelle di direttore dell'«Orfanotrofio G. B. Taylor (1942-1953); di Rettore e Amministratore della Scuola teologica di Rivoli Torinese oltreché docente di Omiletica (1953-1958) e di primo Segretario del Comitato di evangelizzazione (1957).

## Culto radio
Gli evangelici italiani, nel periodo bellico e postbellico, non avevano una "voce" collettiva. All'arrivo degli Alleati a Roma, tramite il cappellano battista americano G. Lair che ne frequentava la casa, il pastore Veneziano riesce a ottenere l'autorizzazione a trasmettere via radio, per la prima volta in Italia, un culto evangelico. Tale iniziativa vede, subito, la partecipazione di altri due pastori battisti, Manfredi Ronchi e Beniamino Foderà e, successivamente, anche quella degli altri della Capitale, compresi il decano della Facoltà valdese di teologia e il Moderatore della Tavola valdese. Grazie a lui, viene così istituito un culto radio domenicale, che continua le trasmissioni a tutt'oggi. Il primo va in onda nell'anno 1944.

## L'impegno presso l'«Orfanotrofio G. B. Taylor»
Nel 1939, la proprietà acquistata dal Foreign Mission Board a Roma Monte Mario (via della Camilluccia), sede dell'Istituto fin dal 1923, viene sequestrata dai fascisti. Così, gli orfani della Grande Guerra, accompagnati dalla signora Adelaide Fasulo, si trasferirono nel rione di Centocelle. Qui, l'attività prosegue, seppur ridimensionata, specialmente a causa delle gravi condizioni economiche delle chiese e dell'Opera battista stessa.
Nel 1942 ospitava soltanto sei ragazzi, per cui la sua chiusura risultava l'unica via percorribile; ciò, però, non avvenne grazie all'intervento del pastore Manfredi Ronchi. Questi, Segretario dell'Opera, durante una riunione del Comitato Direttivo, propone di affidare sperimentalmente al pastore Veneziano la gestione dell'Orfanotrofio.
Sotto la sua direzione (1942-1953) e tramite raccolte di fondi da lui promosse (oltre a un suo contributo finanziario personale ingente), l'Orfanotrofio riacquista dimensioni notevoli per i tempi: vengono edificate nuove palazzine, la sezione maschile ampliata (1947) e inaugurata quella femminile (1948). In seguito entra in funzione un ambulatorio medico, affidato al dottor Marco Fasulo, che offre assistenza sanitaria anche alla popolazione residente. Successivamente, nei primi anni cinquanta, il pastore Veneziano riesce a costruire e a inaugurare la Casa di Riposo, ancora oggi in attività.
In quegli anni la testimonianza del Centro si estende al punto che nel quartiere il pastore Veneziano si guadagna l'appellativo di «vescovo di Centocelle».

## Fondatore della chiesa di Roma-Centocelle
Al lavoro presso l'Istituto affianca quello pastorale e di evangelizzazione, oltre a promuovere dibattiti nella vicina piazza dei Mirti con esponenti cattolici, che vedono la partecipazione attiva del pastore Ronchi. Erano, quegli, gli anni della Costituente (1946-1948), che conoscono – fra l'altro, appunto – una forte contrapposizione tra Chiesa cattolica e Chiese protestanti, spesso in termini estremamente aspri.
I primi culti si svolgono nel refettorio della sezione maschile. Nel 1948, si adopera per l'edificazione di un locale di culto – l'attuale chiesa di Roma-Centocelle – cui contribuiscono con il proprio lavoro manuale gli ospiti del Taylor. Sul piccolo campanile vengono allocate due campane che annunciavano l'inizio dei culti. La comunità, allora, comincia ad avere dei problemi.
Nel 1949, infatti, il proprietario della Bella Villa, situata di fronte all'Orfanotrofio, fa pervenire una diffida da parte del Commissariato zonale di Pubblica Sicurezza per impedirne l'uso. L'ingiunzione trova l'appoggio del ministro degli Interni, Mario Scelba, del tutto intenzionato a limitare la libertà di testimonianza dei cosiddetti «acattolici». Multato per non aver rispettato l'ingiunzione e minacciato di veder aggravata la propria posizione con il carcere, il pastore Veneziano persiste nell'annunciare l'inizio dei culti al suono delle campane. L'intera vicenda non rimane circoscritta al rione; gli echi arrivano sino alla stampa nazionale. La battaglia delle campane viene finalmente vinta in sede giudiziaria.

## La Scuola teologica battista di Rivoli Torinese
Nel 1953 l'Opera battista chiede al pastore Veneziano di accettare l'incarico di Rettore-Amministratore della Scuola teologica di Rivoli Torinese (aperta nel 1949 e chiusa nei primi anni settanta del secolo) per affiancare il Preside del tempo, il missionario americano Benjamin Lawton, docente di greco e Nuovo Testamento. I frutti cominciano a vedersi: il numero degli studenti in teologia va crescendo e, nel 1954, viene aperto anche un convitto per ospitare studenti evangelici con la finalità di aiutarli, se in difficoltà, a proseguire gli studi intrapresi. Poi, dal 1957, in veste di Segretario esecutivo del Comitato di Evangelizzazione dell'Ucebi, organizza corsi estivi per predicatori laici. Inoltre procede con la ristrutturazione della Scuola e la costruzione di un luogo di culto per la comunità di Rivoli, con l'apporto sia degli studenti in teologia sia dei singoli membri.